# Michèle Cohen-Halimi
Michèle Cohen-Halimi, née en 1963, est philosophe, professeure à l'université Paris 8 après avoir été maîtresse de conférences habilitée à diriger des recherches à l’université de Paris-Nanterre, directrice de collection et traductrice française.

## Carrière universitaire
En tant qu'élève de l'ENS (Paris), un poste d'allocataire-monitrice normalienne lui est attribué pour trois ans à Paris-Nanterre d'octobre 1989 à juin 1992.
Elle est agrégée et docteure en philosophie. Elle est membre du comité de rédaction des Cahiers philosophiques.
Autrice de nombreux ouvrages, elle a aussi traduit de nombreux textes de langue allemande (Kant, Kleist, Nietzsche, Warburg ou encore Werner Hamacher).
Par ailleurs, depuis 2017 elle dirige la collection éditoriale « Critique de la politique » aux éditions Klincksieck.

## Ouvrages
- Entendre raison, Vrin, 2005.
- Seul le renversement, Éditions de l'Attente, 2006.
- L'histoire cachée du nihilisme : Jacobi, Dostoïevski, Heidegger, Nietzsche, en collaboration avec Jean-Pierre Faye, La Fabrique, 2008.
- Figuren, Éric Pesty Éditeur, 2009.
- Stridence spéculative, Payot, 2014.
- L'Anagnoste, Éric Pesty Éditeur, 2014.
- Le Cas Trawny, à propos des “cahiers noirs” de Heidegger, en collaboration avec Francis Cohen, Sens & Tonka, 2015.
- L'action à distance : essai sur le jeune Nietzsche politique, éditions Nous, 2021